# HSBC

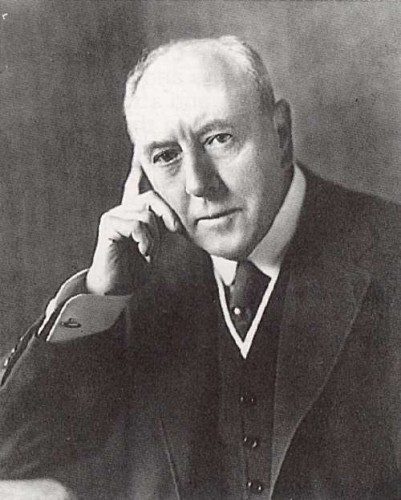
Sir Thomas Sutherland

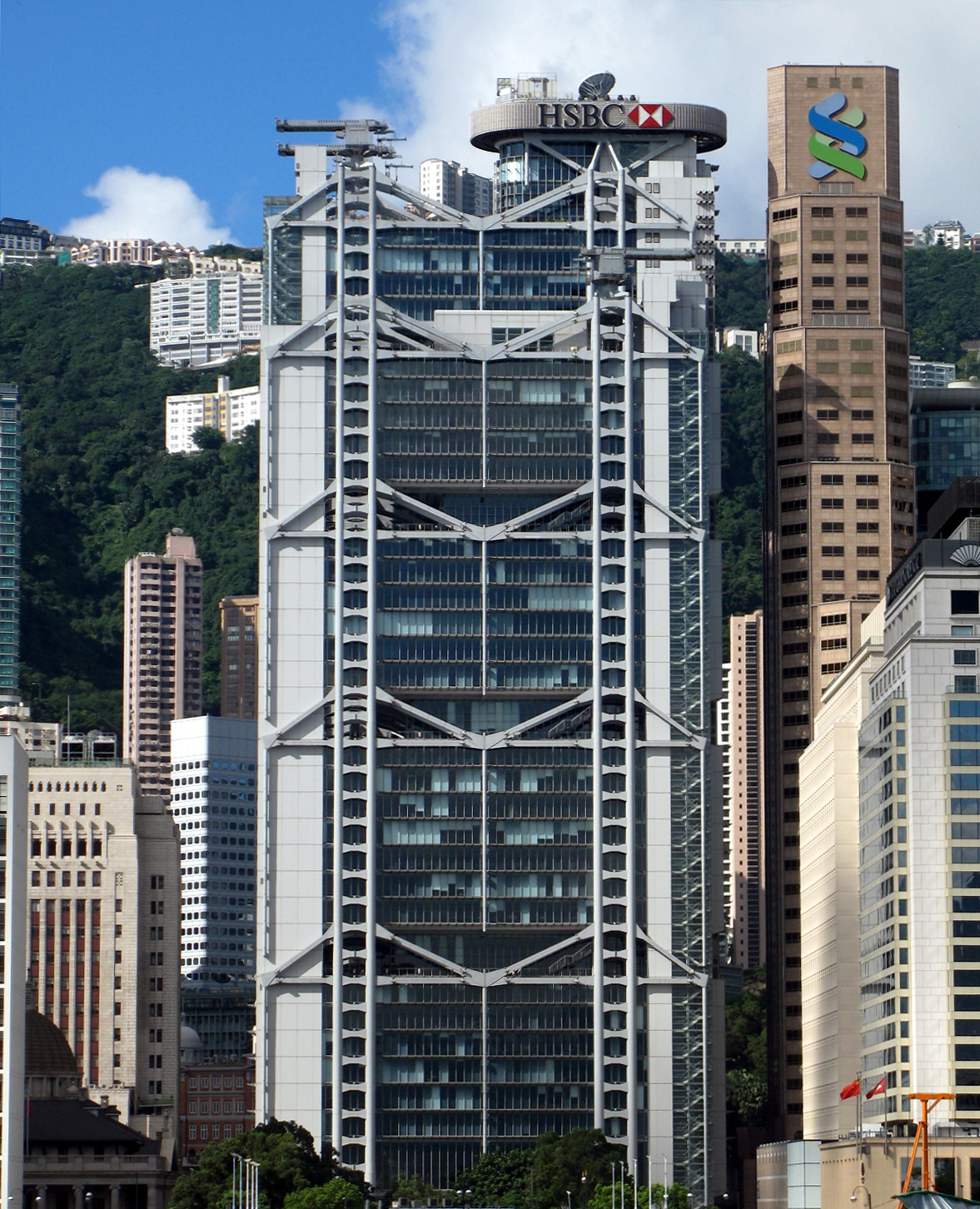
Het HSBC hoofdkantoor in Hongkong. Het is ontworpen door Norman Foster en kwam in 1985 gereed.

HSBC Holdings plc is een financiële dienstverlener, die sinds 1991 gevestigd is in het Verenigd Koninkrijk.

## Activiteiten
HSBC is een grote bank en verleent financiële diensten aan particulieren (Wealth and Personal Banking), bedrijven (Commercial Banking) en wereldwijd (Global Banking and Markets). Al deze drie onderdelen dragen min of meer in gelijke mate bij aan het resultaat.
De onderneming is actief in 62 landen en het zwaartepunt van de activiteiten ligt in het Verre Oosten. Hier werd in 2018 bijna de helft van de inkomsten behaald, maar zo'n 90% van de winst. De bank sloot het jaar 2023 af met een balanstotaal van ruim US$ 3000 miljard. In 2023 had HSBC zo'n 221.000 mensen in dienst, waarvan meer dan de helft bij Wealth and Personal Banking.
In 2023 was HSBC volgens het tijdschrift Forbes de grootste financiële dienstverlener in Europa en de op zeven na grootste bank ter wereld.
De bank staat genoteerd aan de London Stock Exchange, de Hong Kong Stock Exchange, New York Stock Exchange en de Bermuda Stock Exchange. HSBC maakt ook deel uit van de beursgraadmeters FTSE 100 en Hang Seng.
Het logo van de bank is een rood soort hexagoon, en is oorspronkelijk afgeleid van de Schotse vlag, die zelf weer afkomstig is van een andreaskruis. De slogan van HSBC is The world's local bank.

## Geschiedenis
De voorloper van HSBC, The Hongkong and Shanghai Banking Corporation, werd in 1865 in Shanghai en Hongkong opgericht door de Schot Thomas Sutherland om de Britse handel in het Verre Oosten te financieren. In 1866 werd een vestiging in Japan geopend korte tijd later gevolgd door vestigingen in India, Vietnam en de Filipijnen. In de jaren tachtig van de 19e eeuw was het de bankier van het bestuur van Hongkong en werd het door het Britse bestuur gebruikt voor de financiële transacties met China, Japan en Singapore. In 1874 verstrekte de bank de eerste lening aan China.
Vanaf de eeuwwisseling tot de jaren dertig van de 20e eeuw werd de bank actief als geldschieter van grote infrastructurele werken als spoorlijnen, havens, waterwegen en nutsbedrijven in onder andere Japan en de Filipijnen. De Eerste Wereldoorlog ging grotendeels aan de regio voorbij, maar veel landen profiteerden wel van de grote tekorten in Europa die door importen gedekt werden. De resultaten van HSBC waren goed en door een versterking van de financiële reserves ervoer de bank geen grote problemen in de langdurige economische crisis die in 1929 begon.
Als voorzorgsmaatregel verhuisde op 16 december 1941 het hoofdkantoor naar Londen. Door de Tweede Wereldoorlog werden veel filialen gesloten en personeel werd geïnterneerd. In 1943 kwam de hoogste bestuurder, sir Vandeleur Grayburn, om in een Japanse gevangenis. Na de Japanse overgave keerde het hoofdkantoor medio 1946 al weer terug naar Hongkong. Na de stichting van de Volksrepubliek China in 1949 trok de bank zich terug uit het land en alleen de vestiging in Shanghai bleef open. De textielindustrie in Hongkong ontwikkelde zich razendsnel en de bank verstrekte leningen voor de bouw van fabrieken en kredieten voor de inkoop van grondstoffen en verleende financiële diensten bij de export.
In 1965 kocht HSBC een meerderheidsbelang in de Hang Seng Bank. In 1980 werd een groot aandelenbelang gekocht in de Marine Midland Bank in de Verenigde Staten en in 1987 had HSBC alle aandelen in handen. Vier jaar later keerde de bank terug in China en was de eerste buitenlandse bank met een banklicentie na de communistische machtsovername. Na de voltooiing van de grote overname van het Britse Midland Bank in 1992 verhuisde HSBC zijn hoofdkantoor naar Londen, in de 8 Canada Square (HSBC Tower) in Canary Wharf. Deze verhuizing was een eis van de Britse centrale bank, maar ook de aankomende overdracht van Hongkong aan China in 1997 speelde een rol. HSBC werd een holding waaronder de diverse banken werden ingebracht. Ondanks HSBC's vertrek uit Hongkong, haalt de bank nog steeds een zeer groot deel van de winsten uit het Verre Oosten.
In november 2002 nam HSBC het Amerikaanse Household Finance Corporation (HFC) over voor US$ 15,5 miljard. Dit bleek een grote miskoop een aantal jaren later. In 2008 rapporteerde HSBC een winst van US$ 5,7 miljard, fors lager dan de US$ 19 miljard in 2007, door grote afboekingen op de waarde van de hypotheekportefeuille van HFC. In maart 2009 besloot HSBC honderden Amerikaanse kantoren, gespecialiseerd in hypotheken en consumentenkredieten, te sluiten en hierbij gingen ruim 6000 banen verloren. HSBC noemde de koop van HFC een "catastrophic investment" in de Amerikaanse sub-prime mortgage market.
Medio 2015 besloot HSBC door tegenvallende resultaten en zwaardere kapitaalseisen van de toezichthouders fors te gaan reorganiseren. De met verlies draaiende dochterbedrijven in Brazilië en Turkije worden verkocht waarmee 25.000 werknemers overgaan naar nieuwe eigenaren. Verder vallen er nog eens 25.000 ontslagen, kantoren worden gesloten en de bank gaat meer diensten digitaliseren waarmee er een jaarlijkse kostenbesparing van 4,5 tot 5 miljard dollar vanaf 2017 mogelijk is. Verder gaat het risicodragend vermogen met 25% of zo'n US$ 290 miljard omlaag, onder andere door de zakenbank van HSBC in te krimpen. HSBC wil de activiteiten in China uitbreiden waarmee waarschijnlijk 25.000 nieuw banen worden gecreëerd. 
In 2015 deed het ook een onderzoek naar de locatie van het hoofdkantoor. HSBC behaalt maar een klein deel van zijn omzet in het Verenigd Koninkrijk en met een verplaatsing voorkomt HSBC een crisisheffing voor Britse banken die de bank honderden miljoenen ponden per jaar kost. Na een uitgebreid onderzoek besloot HSBC het hoofdkantoor niet te verhuizen.
In mei 2021 besloot HSBC de retailbank in Frankrijk af te stoten. Deze activiteiten draaiden met verlies en Cerberus Capital Management wil het overnemen wanneer HSBC een financiële bijdrage levert. HSBC wil in Europa vooral internationale bedrijven diensten aanbieden en vermogende particulieren als klant. De verkoop werd in januari 2024 afgerond. In november 2022 werd bekend dat Royal Bank of Canada (RBC) de activiteiten van HSBC Bank Canada overneemt. RBC betaalde hiervoor C$ 13,5 miljard. HSBC Bank Canada had een balanstotaal van C$ 134 miljard, 130 vestigingen, zo'n 800.000 klanten en 4200 voltijdsmedewerkers. In maart 2024 werd deze transactie afgerond.

## Affaires

### Verenigde Staten
In 2012 betaalde de bank in een boete van US$ 1,9 miljard wegens witwaspraktijken. Uit onderzoek bleek dat HSBC miljarden dollars van Mexicaanse drugskartels witwaste en verder de Amerikaanse handelssancties schond door zaken te doen met onder andere Iran.
De bank moest in november 2014 samen met vier andere banken een boete betalen van US$ 618 miljoen (totaal voor de vijf banken US$ 2,6 miljard) aan gezamenlijke toezichthouders in drie landen wegens wisselkoersmanipulatie.

### Zwitserland en Frankrijk
In februari 2015 kwam de grote zwartgeldaffaire in Zwitserland opnieuw in de belangstelling. Het betrof reeds in 2007 gestolen klantgegevens door klokkenluider Hervé Falciani. Het ging om meer dan 100.000 klantgegevens, waaronder die van Michael Schumacher, Phil Collins en David Bowie. Eerder speelden de gestolen gegevens al een rol in de zogenaamde Lagarde-lijst van Griekse belastingontduikers. De klokkenluider zelf wordt door een aantal landen zoals Frankrijk beschermd, maar is inmiddels door Zwitserland in december 2014 formeel in staat van beschuldiging gesteld wegens diefstal.
Op 18 februari 2015 kwam naar buiten dat de Zwitserse autoriteiten nu toch ook in eigen land een onderzoek instellen naar de gang van zaken bij de Zwitserse tak van HSBC. Diezelfde dag verliet journalist Peter Oborne zijn krant The Daily Telegraph, omdat deze de belangen van adverteerder HSBC de afgelopen jaren steeds stelde boven die van de journalistiek. Topman Stuart Gulliver kwam zelf in het nieuws als mogelijke belastingontduiker via zijn Zwitserse vestiging.
Frankrijk was eerder op hand van de klokkenluider en bood HSBC een schikkingsvoorstel aan van 1,4 miljard euro. Toen de bank dit weigerde ging de Franse overheid over tot het voorbereiden van een proces. In november 2017 kwam de bank tot een schikking, HSBC betaalde 158 miljoen euro boete en 142 miljoen euro schadevergoeding, en de gang naar de rechter werd gestaakt. In Zwitserland kon de bank wel direct schikken voor 38 miljoen euro, de hoogste schikking ooit in dat land.

### België
In juli 2010 kreeg ook de Belgische Bijzondere Belastinginspectie (BBI) een lijst van door Falciani gelekte klantengegevens in handen via de Franse autoriteiten. Deze gegevens betroffen 3137 rekeningbestanden van 2450 Belgen die klant waren bij HSBC Private Bank in Genève. De betrokken Belgen bleken vooral diamantairs te zijn. In februari 2015 werden nog eens 722 Belgische klanten onthuld door De Tijd, Le Soir en Knack samen met het journalistiek consortium ICIJ die in de gegevens van Falciani voorkwamen maar nog niet op de lijst van de fiscus stonden. Dat journalistiek onderzoek kwam bekend te staan onder de naam 'SwissLeaks'. Zo was er uiteindelijk sprake van meer dan 3000 Belgen die ruim 4600 rekeningen hadden bij HSBC in Genève voor een totaalbedrag van US$ 6,26 miljard.
De BBI overhandigde de lijsten aan de Antwerpse substituut-procureur Peter Van Calster, die ook zelf informatie ophaalde bij de Franse justitie. In het kader van de zogenaamde Diamantoorlog liet procureur-generaal Yves Liégeois het dossier weghalen.
Voor wat betrof het zwart geld dat voor de fiscus verborgen werd gehouden, stelde de BBI 829 potentiële dossiers samen. In de (anno augustus 2019) 464 al afgesloten dossiers claimde de BBI al ruim 492 miljoen euro. In 313 kleinere dossiers die door de rest van de belastingsadministratie werden afgehandeld, werd nog eens 15,2 miljoen euro aan verschuldigde belastingen geïnd. Na de moeilijkheden binnen het Antwerpse parket in 2012 opende het Brusselse parket ook een onderzoek naar de HSBC. Zo werden in 2013 verschillende huiszoekingen verricht bij klanten van de bank op zoek naar aanwijzingen van georganiseerde fiscale fraude, witwassen, het vormen van een criminele organisatie en onwettige uitoefening als financiële tussenpersoon. Ook werd de Zwitserse topman van de bank verhoord. In augustus 2019 raakte bekend dat de bank een minnelijke schikking met het parket van Brussel ter waarde van 300 miljoen euro was overeengekomen. Als de Brusselse raadkamer de schikking bekrachtigt, zal HSBC niet meer vervolgd worden. Tevens zou het de grootste minnelijke schikking in de geschiedenis van de Belgische justitie worden.